# Parallelogramma di Watt

Animazione che spiega i movimenti del "Meccanismo di Watt"

Il Meccanismo di Watt è un collegamento meccanico ideato da James Watt in cui il punto mobile centrale del sistema è costretto a muoversi approssimativamente in linea retta. Le sue applicazioni includono il raddoppio della potenza di un motore a pistoni mediante la connessione di un cilindro a doppio effetto a un braccio oscillante e, nelle sospensioni automobilistiche, l'esclusione di indesiderati movimenti laterali durante le oscillazioni verticali dell'assale del veicolo.

## Descrizione
Il Meccanismo di Watt consiste in una serie di tre barre: due più lunghe e di misura uguale tra loro, connesse entrambe a una più piccola barra centrale. Gli estremi esterni delle barre lunghe sono imperniati in posizioni fisse tra loro, mentre i due giunti tra le tre barre sono liberi di ruotare. Tenendo conto della distanza fissa tra gli estremi esterni di cui sopra, il sistema è un esempio di "connessione a quattro bracci".

## Storia

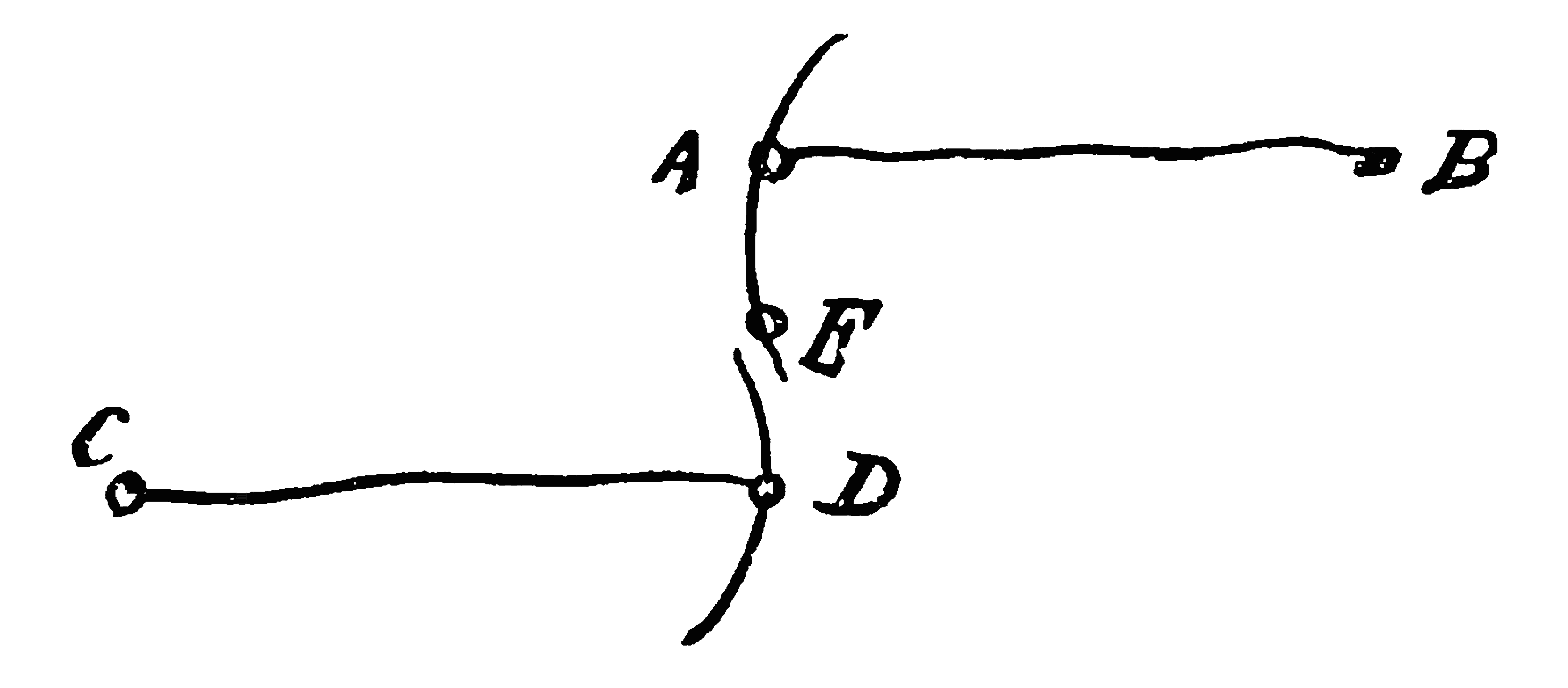
Disegno a mano a opera di
James Watt (1808) in una lettera a suo figlio, in cui descrive come è arrivato al progetto.

James Watt racconta l'origine del principio del meccanismo in una lettera che scrisse a Matthew Boulton nel giugno 1784.
(James Watt, lettera a Matthew Boulton, giugno 1784)
Durante la rivoluzione industriale, i meccanismi per convertire il moto rotativo in moto lineare erano ampiamente utilizzati nelle apparecchiature industriali e minerarie, nelle locomotive e nei dispositivi di misurazione. Tali apparecchi dovevano combinare semplicità ingegneristica con un alto grado di precisione e la capacità di operare per lungo tempo a ritmi elevati. Per molte di queste applicazioni un movimento lineare approssimato era un'accettabile alternativa al movimento lineare esatto. Il Meccanismo di Watt, scoperto dall'ingegnere scozzese James Watt nel 1784, ne è uno dei più noti esempi

## Il moto generato
Questo meccanismo non genera un vero movimento rettilineo e, in verità, nemmeno Watt ha mai sostenuto che lo facesse. Piuttosto esso genera una curva detta "di Watt", una lemniscata, che diventa la lemniscata di Bernoulli quando le lunghezze dei bracci sono appositamente scelte a formare un "antiparallelogramma" In una successiva lettera a Boulton dell'11 settembre 1784, Watt sostiene che in determinate condizioni il punto centrale del braccio di connessione si muova in un modo tale da discostarsi minimamente da una linea retta.
Sebbene il sistema "Peaucellier–Lipkin" e l'"inversore di Hart" generino un vero movimento in linea retta, il Meccanismo di Watt ha l'indubbio vantaggio di essere molto più semplice degli altri due, caratteristica che condivide il sistema di Cebisceff, un'altra connessione a quattro bracci per il movimento in linea retta, ove però il movimento è parallelo alla linea congiungente i punti fissi, a differenza del Meccanismo di Watt, ove il movimento è perpendicolare a questa linea.

## Parallelogramma di Watt

Animazione che spiega i movimenti del "Parallelogramma di Watt"

Il Parallelogram of Watt è un altro meccanismo creato da Watt.
Utilizza un meccanismo di Watt e un pantografo per un movimento in linea retta più ampio.

## Applicazioni

### Pistoni a doppio effetto
L'applicazione pensata da Watt per il suo meccanismo era quella di connettere un pistone a doppio effetto (cioè con il vapore che agiva alternativamente sui due lati) alla trave di un "motore a trave", allo scopo di raddoppiarne la potenza. Nei motori ad azione singola, il pistone è connesso alla trave mediante catene che trasmettono la forza solo in fase di trazione e non in sfase di spinta, mentre in un motore a doppio effetto dotato del Meccanismo di Watt il pistone è connesso al centro della barra centrale e pertanto può trasmettere forza in entrambi i sensi: la linearità di movimento del meccanismo permette l'uso di connessioni rigide, evitando il bloccaggio del pistone nel cilindro in cui scorre. Tale configurazione ha il vantaggio di un movimento più fluido della trave rispetto ai motori a singolo effetto, con benefici nella trasformazione del moto alternato in moto rotativo.

### Sospensioni automobilistiche

Il Meccanismo di Watt inserito nelle sospensioni di un'automobile

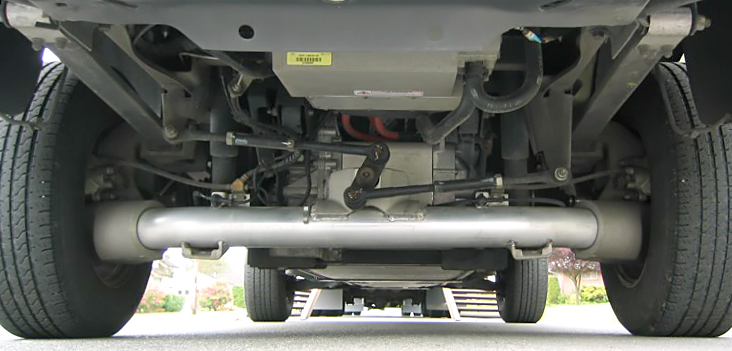
Il Meccanismo di Watt usato su una Ford Ranger EV del 1998

La stessa immagine con l'animazione del Meccanismo di Watt

Il Meccanismo di Watt è usato nelle sospensioni posteriori ad assale rigido di alcuni modelli di automobile come un'evoluzione della barra Panhard, che fu ideata nei primi anni del ventesimo secolo. Entrambi i sistemi hanno lo scopo di evitare i movimenti laterali relativi tra l'assale e il corpo vettura. Il Meccanismo di Watt approssima in modo migliore una linea retta verticale e lo fa connettendosi al centro dell'assale piuttosto che ad una estremità, come quando si usa una lunga barra Panhard.
Consiste di due barre orizzontali di uguale lunghezza con le estremità montate al telaio. Al centro di queste due barre si trova connessa una corta barra verticale, il cui centro (il punto che si muoverà in linea pressoché retta) è montato al centro dell'assale. tutti i punti di congiunzione sono liberi di oscillare nel piano verticale.
In un certo senso, il Meccanismo di Watt può esser visto come due barre Panhard montate l'una opposta all'altra, dove le opposte oscillazioni laterali vengono accordate e compensate tra loro dalla piccola barra centrale oscillante.
Il meccanismo può anche essere installato al rovescio, con il punto centrale attaccato al telaio e le barre lunghe connesse all'assale, riducendo così le masse non sospese e migliorando lievemente il comportamento stradale: questa configurazione è diffusa sulle automobili da corsa che partecipano al campionato australiano Supercars.
Il Meccanismo di Watt può anche essere usato per evitare i movimenti longitudinali dell'assale, sebbene tale configurazione sia tipica delle sospensioni delle auto da corsa. Essa di norma prevede l'uso di due parallelogrammi separati montati longitudinalmente sulle due estremità dell'assale, parallelamente alla direzione del moto del veicolo.

## Esempi di autovetture
- Alfa Romeo Alfetta
- Alfa Romeo Giulietta Nuova (77)
- Alfa Romeo 75
- Alfa Romeo 90
- Alfa Romeo S.Z.
- Alfa Romeo R.Z.
- Alfa Romeo 33
- Ferrari 250 GTO
- Opel Astra k